# Arnulf Pilhatsch
Arnulf Pilhatsch (* 9. Januar 1925 in Gnas; † 1. August 2000 in Sankt Nikolai im Sausal) war ein österreichischer Hochspringer, Zehnkämpfer, Dreispringer, Basketballspieler und Rallyefahrer.

## Leben
Im Hochsprung schied er bei den Olympischen Spielen 1948 in London in der Qualifikation aus und gewann 1951 Silber bei der Internationalen Universitätssportwoche. Bei den Leichtathletik-Europameisterschaften 1954 in Bern wurde er Achter im Zehnkampf.
Elfmal wurde er Österreichischer Meister im Hochsprung (1941–1943, 1946–1949, 1951–1954), viermal im Zehnkampf (1950–1953) und einmal im Dreisprung (1949).
Nach seiner Leichtathletikkarriere wurde er Rallyefahrer. 1965 gewann er mit Peter Lederer als Beifahrer die Alpenfahrt.
Sein Sohn Alexander Pilhatsch nahm 1984 und 1988 als Schwimmer an den Olympischen Spielen teil. Auch seine Enkelin Caroline Pilhatsch ist als Schwimmerin erfolgreich.

## Persönliche Bestleistungen
- Hochsprung: 1,95 m, 25. Mai 1948, Graz (ehemaliger nationaler Rekord)
- Dreisprung: 13,88 m, 29. Juli 1949, Graz
- Zehnkampf: 6634 Punkte, 7. September 1952, Genf